# Шевине
Шевине (фр. Chevinay) насеље је и општина у источној Француској у региону Рона-Алпи, у департману Рона која припада префектури Лион.
По подацима из 2011. године у општини је живело 528 становника, а густина насељености је износила 59,86 становника/km². Општина се простире на површини од 8,82 km². Налази се на средњој надморској висини од 500 метара (максималној 760 m, а минималној 245 m).

## Демографија
| 1962. | 1968. | 1975. | 1982. | 1990. | 1999. | 2011. |
| ----- | ----- | ----- | ----- | ----- | ----- | ----- |
| 283   | 294   | 276   | 305   | 342   | 471   | 528   |

График промене броја становника у току последњих година